# Диван (ведомство)
Дива́н (перс. دیوان‎) — высший орган исполнительной, законодательной или законосовещательной власти в ряде исламских государств, а также титул руководителя данного органа.
В других источниках указано что Диван, персид., … 2) Зала для собраний на Востоке, уставленная вдоль стен мягкими скамьями (низкие софы (оттоманки), покрытые коврами и снабженные вышитыми подушками). — 3) Совещательное собрание сановников при султане. …, а первоначально دیوان обозначал на Востоке список, реестр, в особенности расписание податей, вообще сверток счетов по государственным делам, а также и место хранения этих счетов — архив.

## Этимология
Слово произошло от перс. دیوان‎ dīwān через пехл. dpywʾn diβi-wān или dywʾn dī-wān, восходит к др.-перс. *dipi-dā́na- «дом документов; архив» от эламск. dipi- «надпись, документ», восходящего к аккад. ṭuppu, которое, в свою очередь, заимствовано от шум. dub «глиняная табличка с надписью». От данного корня также происходит др.-перс. dipī-var «писец», ставшее в пехл. dibīr и в перс. دبیر‎ debīr — «дабир».

## История
Слово впервые встречается в текстах IX века, описывающих халифат времён Умара (634—644), и означает списки распределения государственных доходов, а также место хранения данных списков. При создании административной системы халиф ориентировался на образец державы Сасанидов, а потому и дал совету персидское название. Позднее термин распространился на различные органы государственной власти.
Название «диван» было перенесено и на собрание (сборник) стихотворений, принадлежащих одному автору, а в европейскую литературу это слово ввёл Гёте своим «Западно-восточный диван» («Westöstlicher Divan»).

## Примеры
- В Мамлюкском султанате периода Бурджитов существовало три финансовых ведомства с названием диван — Диван аль-Визара, Диван аль-Хасс и Диван аль-Муфрад.
- Диван Высокой Порты в Османской империи состоял из Великого визиря, иных визирей и аги янычар, заменяя отсутствующего султана.
- В Дунайских княжествах диваном называли сословные собрания.
- В языках Индонезии слово Dewan употребляется до сих пор в качестве обозначения советов различного уровня.
- В султанате Марокко некоторые министерства называются диванами:
  - Diwan al-Alaf: военное министерство.
  - Diwan al-Bar: морское министерство (МИД).
  - Diwan al-Shikayat (или — Chikayat): министерство прошений.
- В Исламском государстве за каждый аспект управления отвечал отдельный диван[4].